# Luv is Magic
『Luv is Magic』（ラヴ・イズ・マジック）は、日本の歌手グループ、Eriko with Crunchの2枚目のシングル。

## 解説
- 2000年8月2日にトイズファクトリーよりリリースされた。
- “Eriko with Crunch”名義としては最後のシングル。
- サビのフレーズは当初「トラとサル」になる予定だった。この曲をレコーディングした当時、動物占いが流行っていたこともあって取り入れたものの、結果的には上記のタイトルが入った[1]。
- TFCC-87068 定価￥1,200(廃盤)

## 収録曲
1. Luv is Magic
  - 作詞・作曲:伊秩弘将/編曲:水島康貴
2. 夕立ち
  - 作詞・作曲:伊秩弘将/編曲:水島康貴
3. FIND MYSELF
  - 作詞・作曲:伊秩弘将/編曲:水島康貴
4. Luv is Magic(instrumental)
5. 夕立ち(instrumental)
6. FIND MYSELF(instrumental)